# 親日反民族行為705人名簿
親日反民族行為705人名簿（しんにちはんみんぞくこうい705にんめいぼ）、ないし、親日反民族行為705人名単（しんにちはんみんぞくこうい705にんめいたん、朝鮮語: 친일반민족행위 705인 명단）は、2009年11月27日に、大韓民国において大統領に直属する形で置かれていた親日反民族行為真相糾明委員会（略称：反民究明委、ソン・テギョン（성대경）委員長）が、李明博大統領と国会に報告した、日本統治時代末期の親日反民族行為関連者705人に関する名簿。

## 案内
- この名簿にあるのは、日中戦争以後、大日本帝国が物資収奪政策と国家総動員法を施行した、いわゆる「民族抹殺統治期（민족말살통치기）」に日本に協力した人物に力点を置いて反民究明委が調査し、親日反民族行為者として確定した人々である。
- ただし、これまで調査された内容であっても、法的に異議申請期間や審議、議決過程中にある場合には、含まれていない。今回の調査報告書には、前年度調査報告書に含まれていなかった人物も含まれている。
- 調査対象は、1937年の中日戦争開始から1945年8月15日の光復に至る期間に活動した人物であり、5部門、25分野に区分される。